# Partit d'El Bierzo

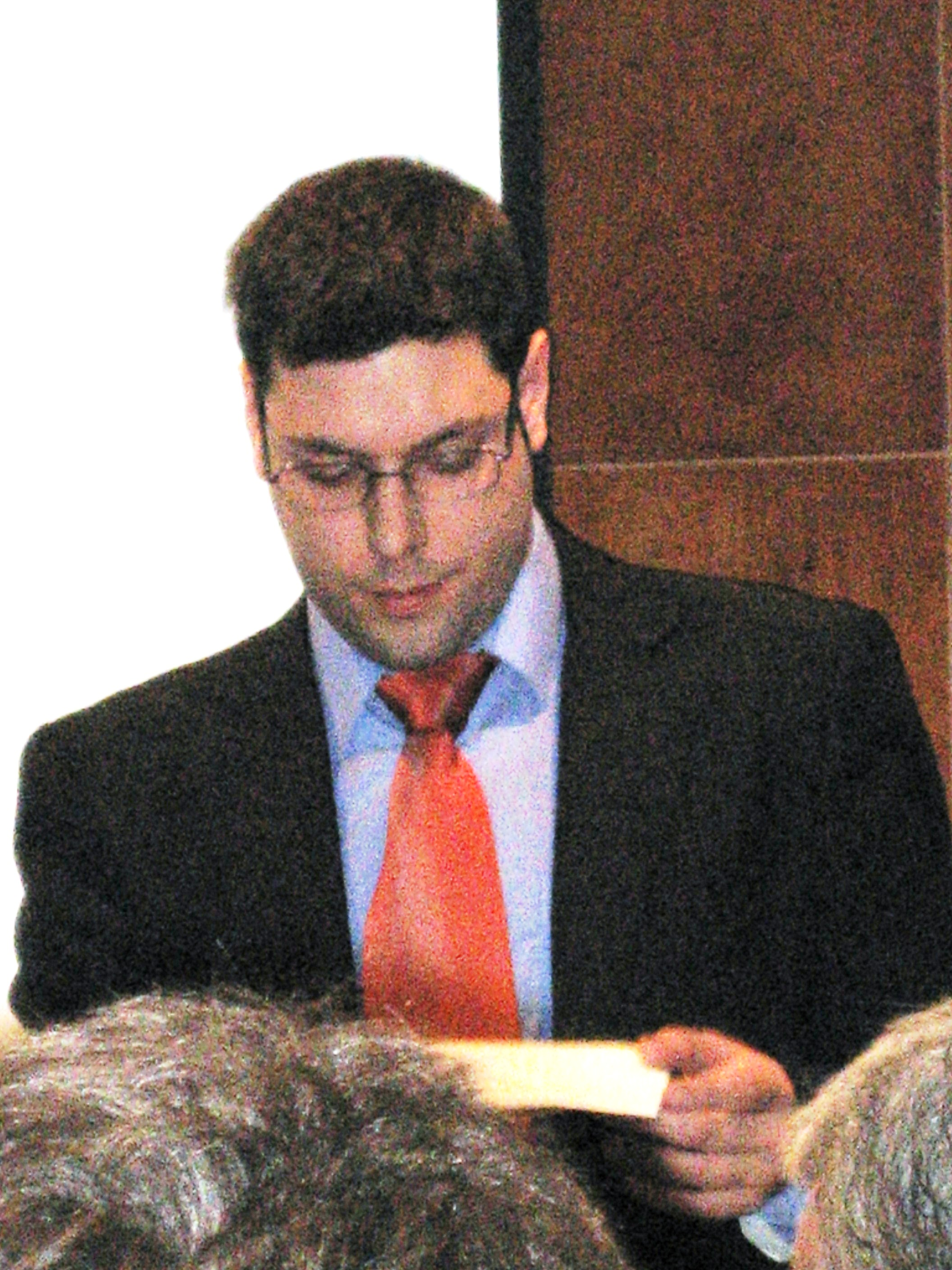
Iván Alonso, Secretari General del 'Partit d'El Bierzo

El Partit d'El Bierzo (PB) és un partit polític lleonés amb implantació a la comarca d'El Bierzo, de caràcter regionalista bercià, fundat el 23 d'abril de 1979. Compte amb prop de 1.000 afiliats a El Bierzo, dels quals 400 pertanyen a les Joventuts Regionalistes del Bierzo.

## Història
Dirigit durant anys per Tarsicio Carballo, qui el va acabar abandonant el partit i fundant-ne un de propi, el Partit Regionalista del Bierzo, després del Congrés Extraordinari de 2000, que refundà el PB. El PB defensa el gallec com a part del patrimoni cultural del Bierzo i manté acords de cooperació amb el Bloc Nacionalista Gallec. El Partit del Bierzo manté cada any, des de 1985, l'edició del "Botillo de Oro", guardó atorgat a les diferents personalitats i institucions que s'han caracteritzat per una tasca rellevant en el desenvolupament i reconeixement del Bierzo. Guardonats amb el Botillo de Oro han estat el Consell del Bierzo, l'Associació de Donants de Sang, la comunitat d'immigrants a El Bierzo o personalitats del món de la cultura com el pintor José Sánchez Carralero o el poeta Juan Carlos Mestre. Així mateix conserva tradicions com el magosto (festa tardorenca galaica i berciana), organitzant festivals cada temporada.
Al llarg de l'actual sistema democràtic, al costat del PB han coexistit altres grups de caràcter bercianista com Independents del Bierzo (1978-1982), Agrupació Veïnal Independent (1979-1982), Esquerra Berciana (1989-1992), Partit Provincialista del Bierzo (1995-1997) o el Partit Regionalista del Bierzo (2002-actualitat), els quals, no obstant això no han aconseguit arrabassar el protagonisme del bercianisme al PB, degà dels partits regionalistes a Castella i Lleó.
En l'actualitat el Partit del Bierzo és dirigit per Luís Linares, en qualitat de president, i Iván Alonso, secretari general. Ha signat un pacte amb diferents grups de Castella i Lleó, entre els quals el més important és la formació nacionalista Tierra Comunera, per a concórrer conjuntament a les pròximes eleccions autonòmiques sota les sigles "ACAL".

## Ideologia
El PB es defineix com una formació progressista, regionalista i autonomista que lluita per dotar al Bierzo de la identitat que durant anys afirmen se li ha negat. Defensen la concepció del Bierzo com a "regió", per sobre de definicions "comarcalistes", ja que consideren que El Bierzo és una regió composta per diverses comarques (Bierzo Baix, Bierzo Alt, Bierzo Oest, La Cabrera o Alt Sil) que, al costat de comarques com Laciana i Valdeorras, han de tenir una administració comuna.
Defensen la creació d'un Consell General del Bierzo, amb elecció directa, finançament i competències, que substitueixi a l'actual Consell Comarcal, al que titllen d'inoperant. També denuncien els "centralismes lleonès i val·lisoletà".

## Resultats electorals
- Municipals 1983: 2.089 vots, 8 regidors
- Municipals 1987: 5.118 vots, 15 regidors
- Municipals 1991: 4.595 vots, 13 regidors
- Municipals 1995: 4.855 vots, 11 regidors
- Municipals 1999: 3.734 vots, 10 regidors
- Municipals 2003: 2.787 vots, 3 regidors
- Municipals 2007: 2.299 vots, 2 regidors